# Momodou Alieu Bah
Momodou Alieu Bah, kurz als M. A. Bah, (* 20. Jahrhundert) ist ein General und Politiker im westafrikanischen Staat Gambia.

## Leben
Bah trat in die Gambia National Army (GNA) ein. Im Anschluss an den Putschversuch von März 2006 gegen Präsident Yahya Jammeh wurde Lieutenant Bah verhaftet und wegen der Teilnahme daran zu 25 Jahren Haft verurteilt. Er wurde 2009 begnadigt, nachdem er als Zeuge bei der Verhandlung von Lang Tombong Tamba ausgesagt hatte. Er wurde wieder in die gambischen Streitkräfte aufgenommen, wo Direktor der Finanzen wurde. Zum Colonel wurde Bah im September 2015 befördert. Im September 2016 trat Innenminister Ousman Sonko zurück und Jammeh ernannte Bah zum Sonkos Nachfolger als Innenminister. Infolge der Krise nach der Präsidentschaftswahl in Gambia 2016 trat Bah am 18. Januar 2017 aus dem Kabinett Jammeh als Innenminister zurück. Am 27. Januar zeigte sich, dass Brigadier General Bah als Direktor der Finanzen wieder bestellt worden war, aber er wurde später vom Präsidenten Adama Barrow am 27. Februar 2017 von den Streitkräften entfernt.
Im September 2018 ist Bah aus der Alliance for Patriotic Reorientation and Construction ausgetreten.